# Тарасов, Валерий Михайлович
Вале́рий Миха́йлович Тара́сов (12 апреля 1942, Москва, СССР — 13 мая 2019, там же) — советский и российский живописец, заслуженный художник Российской Федерации (1998), кандидат искусствоведения (1999), профессор Московского Государственного художественно-промышленного университета имени С. Г. Строганова (2000—2007). Депутат Государственной думы Федерального Собрания Российской Федерации II созыва (1995—1999), член-корреспондент Российской академии художеств (2007).

## Биография
Валерий Тарасов родился 12 апреля 1942 года в Москве. В 1963 году окончил Московский авиационный институт имени С. Орджоникидзе. С 1967 по 1980 год на авиационном заводе «Наука» работал учеником чертёжника, техником, старшим техником, мастером, заместителем начальника механосборочного цеха, инженером-конструктором. В 1974 году назначен руководителем специального художественно-конструкторского бюро по разработке промышленных образцов авиационной и космической техники.
В 1977 году окончил Московское высшее художественно-промышленное училище по отделению проектирования интерьеров, выставок и реклам. В 1982 году он становится членом Союза художников СССР.
В 1983 году был направлен в Республику Гвинея-Бисау для создания музея освободительного движения Африки и проведения Международной конференции. Большое количество его графических и живописных работ были переданы в экспозицию музея. В 1986—1987 годах был командирован в Афганистан. После возвращения оттуда полностью посвящает себя творчеству.
В 1995 году избран депутатом Государственной Думы Федерального собрания Российской Федерации II созыва по списку Коммунистической партии Российской Федерации (КПРФ). 31 января 1996 года вошел в состав комитета Государственной думы по культуре, 12 мая 1999 года Валерий Тарасов перешел в комитет по образованию и науке. 19 октября 1999 года вернулся в комитет Государственной думы по культуре.
В 1999 году в Научно-исследовательском институте теории и истории изобразительного искусства на тему «Эволюция образов вождей в советской монументальной скульптуре» защитил диссертацию на соискание учёной степени кандидата искусствоведения.

## Творчество
С 1977 года Валерий Тарасов участвует во многих международных, всесоюзных, республиканских и групповых выставках. В 1980—1986 годах принимал участие в международных выставках в Германии, США, Канаде, Болгарии, Польше. Многие его произведения хранятся в музеях и галереях России, Республики Гвинея-Бисау, Республики Афганистан, в частных собраниях США, Канады, Франции, Египта, Туниса, Венесуэлы, Италии, Японии, Швейцарии, Малайзии.

## Выставки
- Посольство Венесуэлы, Москва (1985)
- Арт-Агентство «Московский двор» (1994)
- Редакция газеты «Московский комсомолец» (1987)
- Редакция журнала «Наше наследие» (1994)
- «Музей политической Истории России», Санкт-Петербург (1997)
- Галерея «Mall Galleries», Великобритания (1998)
- Государственная Дума, Москва (1999)

## Законотворческая деятельность
С 1995 по 1999 год, в течение исполнения полномочий депутата Государственной Думы II созыва, вступил соавтором 20 законодательных инициатив и поправок к проектам федеральных законов.

## Награды
- Золотая медаль ВДНХ «За успехи в народном хозяйстве СССР» (1976)
- Медаль «За доблестный труд в ознаменовании 100-летия со дня рождения В. И. Ленина» (1970)
- Медаль «В честь 850-летия города Москва» (1997)
- Медаль Союза художников России «Традиции мастерство духовность» (2002)
- Диплом Союза художников России «За успехи в творчестве и содействии развитию изобразительного искусства России» (2002)